# Bredigita
La bredigita és un mineral de la classe dels silicats. Va ser descoberta l'any 1948 a Scawt Hill, Irlanda del Nord, Regne Unit i rep el seu nom en honor del químic físic Max Albrecht Bredig (1902 - 1977) que va estudiar el polimorfisme del silicat de calci, Ca₂SiO₄.

## Característiques
La bredigita és un nesosilicat de fórmula química Ca₇Mg(SiO₄)₄. Cristal·litza en el sistema ortoròmbic en cristalls rabassuts en forma de bota o barril amb seccions transversals pseudohexagonals, com a cristalls prismàtics esvelts o també com a cristalls arrodonits; els cristalls mesuren fins a 2 mm de longitud. És incolora o grisa. La seva duresa no ha estat determinada encara.
Segons la classificació de Nickel-Strunz, la bredigita pertany a «9.AD - Nesosilicats sense anions addicionals; cations en [6] i/o major coordinació» juntament amb els següents minerals: larnita, calcio-olivina, merwinita, andradita, almandina, calderita, goldmanita, grossulària, henritermierita, hibschita, hidroandradita, katoïta, kimzeyita, knorringita, majorita, morimotoïta, vogesita, schorlomita, spessartina, uvarovita, wadalita, holtstamita, kerimasita, toturita, momoiïta, eltyubyuïta, coffinita, hafnó, torita, thorogummita, zircó, stetindita, huttonita, tombarthita-(Y), eulitina i reidita.

## Formació i jaciments
La bredigita apareix en pedres calcàries metamorfosades de contacte i dolomites amb intrusions de dolerita o sienita monzonita.
Ha estat trobada al volcà Shadil-Kohkh, Xida Kartli, Geòrgia; volcà Bellerber i Üdersdorf, Renània-Palatinat, Alemanya; Negev, Israel; Narin-Kunta, Sibèria de l'Est, Rússia; Illa de Muck i Ardnamurchan, Escòcia, Larne i Glenoe, Irlanda del Nord, Regne Unit; Apache Peak, Texas, Estats Units.
Sol trobar-se associada amb altres minerals com: larnita, spurrita, gehlenita, melilita, perovskita i magnetita.